# Centaurea codruensis
Centaurea codruensis — вид квіткових рослин айстрових (Asteraceae). Ендемік: Румунії.